# 조반니 보논치니

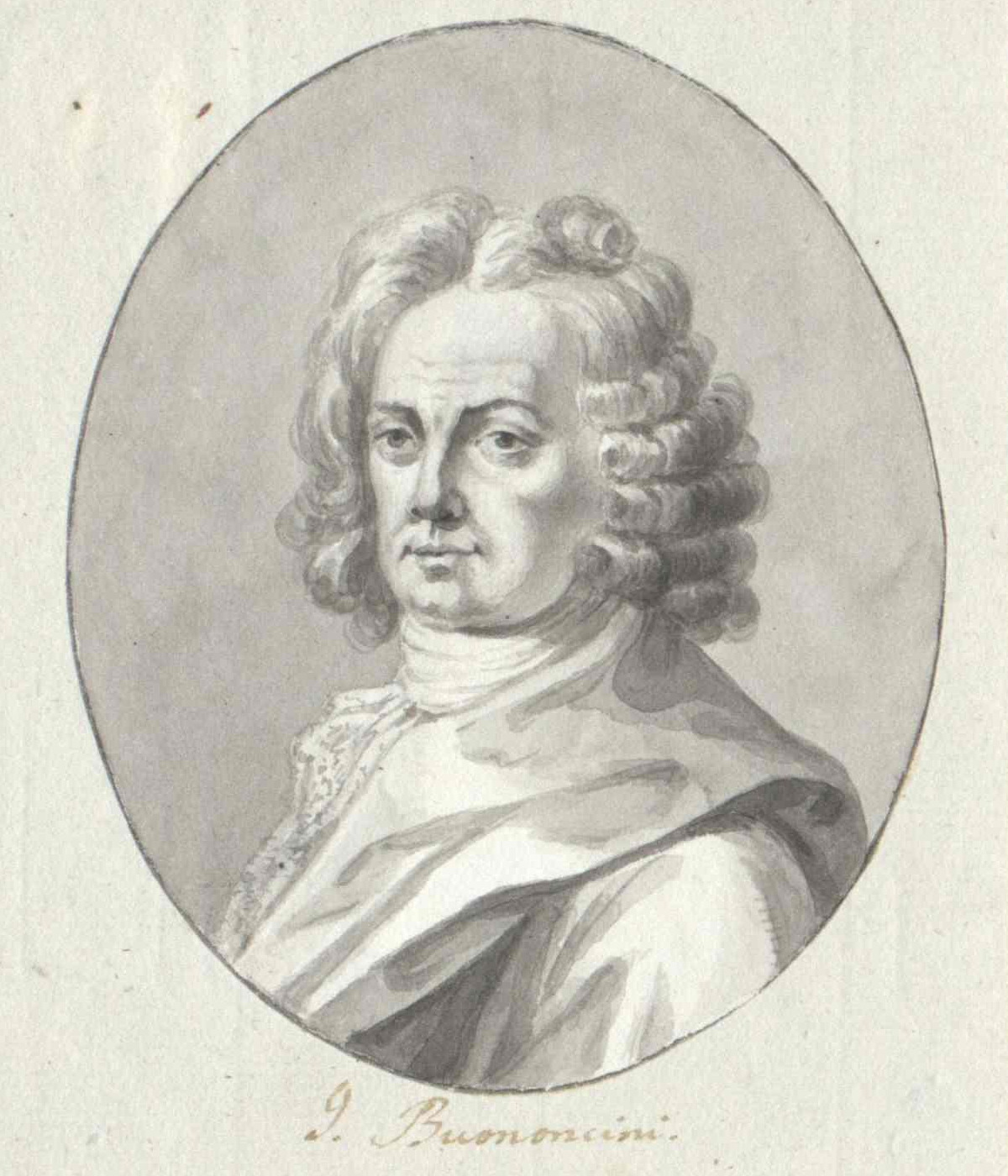

조반니 보논치니(Giovanni Bononcini, 1670년 7월 18일 – 1747년 7월 9일)는 이탈리아 바로크 작곡가, 첼리스트, 가수 및 교사였으며 현악기 연주자와 작곡가이기도 하였다.
보논치니는 이탈리아 모데나 에서 세 아들 중 장남으로 태어났다. 그의 아버지 조반니 마리아 보논치니 (1642~1678)는 바이올리니스트 이자 작곡가였으며, 그의 남동생 안토니오 마리아 보논치니도 작곡가였다. 8세부터 고아가 된 그는 볼로냐의 음악 학교에서 공부했다(아마 1680년 또는 1681년).
1720년부터 1732년까지 그는 런던에 있었는데, 그곳에서 한동안 그의 인기는 1712년 런던에 도착한 헨델과 맞먹었다. 토리당은 헨델을 선호했고 휘그당은 보논치니를 선호했다. 헨델은 꾸준히 우위를 점했고, 보논치니는 그의 추종자들을 이끌었던 말보로 공작부인의 연금 수령자가 되었다. 보논치니는 안토니오 로티의 마드리갈 표절 혐의가 입증된 후 런던을 떠났다.